# Äschlisbach
Der Äschlisbach ist ein gut 2½ Kilometer (mit seinem rechten Oberlauf Lombach über 6½ Kilometer) langer rechter Zufluss der Ilfis im Schweizer Kanton Luzern. Er ist ein mittelsteiles, mittleres Fliessgewässer der montanen, karbonatischen Alpennordflanke. Anders als die meisten Fliessgewässer im Entlebuch entwässert er nicht über die Kleine Emme, sondern über die «grosse» Emme in die Aare.

## Geographie

### Quellbäche
Der Äschlisbach entsteht aus dem Zusammenfluss des rechten Lombachs und des linken Alpbachs südlich von Escholzmatt auf 832,8 m ü. M.

#### Lombach
Der Lombach ist der knapp 4 Kilometer lange, nordwestliche und rechte Quellbach des Äschlisbachs. Er ist ein Teil von dessen hydrologischem Hauptstrang.

#### Alpbach
Der Alpbach ist der etwa 4 Kilometer lange, südöstliche und linke Quellbach des Äschlisbachs. Er ist ein Nebenstrang des Äschlisbachs.

### Weiterer Verlauf
Nach dem Zusammenfluss fliesst der Äschlisbach begleitet von der Bahnstrecke Bern–Luzern und der Hauptstrasse 10 in Richtung Südwesten durch Weiden und Wiesen an mehreren Einzelhöfen vorbei. Dabei fliessen ihm auf seiner linken Seite zunächst der Ganzebach und dann der Vierstockebach und danach von rechts der Sampechgraben zu.
Der Äschlisbach mündet schliesslich bei Wiggen auf einer Höhe von 786 m ü. M. von rechts in die aus dem Süden heranziehende Ilfis.

### Einzugsgebiet
Das 13,63 km² grosse Einzugsgebiet des Äschlisbachs liegt im Entlebuch in den Emmentaler Alpen und wird durch ihn über die Ilfis, die Emme, die Aare und den Rhein zur Nordsee entwässert.
Es besteht zu 44,1 % aus bestockter Fläche, zu 49,7 % aus Landwirtschaftsfläche, zu 4,3 % aus Siedlungsfläche und zu 1,9 % aus unproduktiven Flächen.
Die Flächenverteilung
Die mittlere Höhe des Einzugsgebietes beträgt 1036,7 m ü. M. Der höchste Punkt des Einzugsgebietes liegt auf 1736 m ü. M. und befindet sich auf einem Grat südlich der Beichlen (1769 m ü. M.).

### Zuflüsse
- Lombach (rechter Quellbach, Hauptstrang), 4,0 km, 4,49 km², 130 l/s
- Alpbach (linker Quellbach, Nebenstrang), 4,0 km, 2,96 km²
- Ganzebach (links), 2,1 km, 2,96 km²
- Vierstockebach (links), 2,8 km, 2,03 km²
- Sampechgraben (rechts), 1,2 km

## Hydrologie
Bei der Mündung des Äschlisbachs in die Ilfis beträgt seine modellierte mittlere Abflussmenge (MQ) 420 l/s. Sein Abflussregimetyp ist nivo-pluvial préalpin, und seine Abflussvariabilität beträgt 20.